# Машикула
Машикула је отвор, испуст или избочени балкон на горњем дијелу бедема тврђаве или куле. Намјена машикуле је била да се кроз отворе на поду могу бацати кипуће уље, камење и други материјал на нападаче у подножју бедема.
Појављују се око 150. године п. н. е. на грчким и римским тврђавама. У вријеме крсташких ратова се поново граде на тврђавама, а нестају са појавом ватреног оружја.